# Siphona capensis
Siphona capensis là một loài ruồi trong họ Tachinidae.